# Пертон, Томас
То́мас Пе́ртон (англ. Thomas Purton; 1768—1833) — британский врач и ботаник.

## Биография
Родился 10 мая 1768 года младшим, восьмым ребёнком в семье Джона и Мэри Пертон в Эндон-Бернелле в приходе Четтон графства Шропшир. Учился у священника Нечелла в деревне Олвли близ Бриджнорта, затем — в школе в Даунтоне близ Шрусбери.
Томас находился под влиянием врача Ричарда Блоксама (1741—1825) в Олстере, 17 ноября 1791 года женился на его дочери Энн Блоксам (1770—1845).
С 1791 по 1795 год Пертон работал врачом в Лондоне, затем вернулся в Олстер. Жил в Олстере до 1827 года, затем переехал в дом своего тестя за городом. В 1831 году поселился в доме одного из своих сыновей в Хордс-Парке близ Бриджнорта. Здесь он занимался написанием раздела книги Уильяма Гукера British Flora, посвящённого грибам.
В 1832 году вернулся в свой дом в Олстере. 29 апреля 1833 года Томас Пертон скончался после непродолжительной болезни. Оставил жену и семерых детей (из тринадцати).

## Некоторые научные работы
- Purton, T. A botanical description of British plants. — London, 1817—1821. — 3 vols.

## Виды, названные в честь Т. Пертона
- Sphaeria purtonii Grev., 1828 [≡ Stylonectria purtonii (Grev.) Gräfenhan, 2011]